# Biblioteca Mário de Andrade
Biblioteca Mário de Andrade (BMA), localizada no centro da cidade de São Paulo, foi a primeira e é a principal biblioteca pública da cidade. Fundada em 1925, a partir do acervo da Câmara Municipal, consolidou-se ao longo de sua história como uma das mais importantes instituições culturais brasileiras. Seu edifício-sede é considerado um dos marcos arquitetônicos do estilo art déco na cidade, foi projetado pelo arquiteto francês Jacques Pilon, é reconhecido como um marco da nesta arquitetura, a qual é um estilo popular no século XX e recebeu grande influência do movimento artístico cubismo.
Detentora do segundo maior acervo documental e bibliográfico do país – atrás somente da Biblioteca Nacional do Rio de Janeiro –, a BMA é, por excelência, o órgão depositário de todos os registros histórico-culturais da cidade de São Paulo. Seu acervo conta com aproximadamente 3,3 milhões de títulos, cobrindo todas as áreas do conhecimento humano, e conserva um amplo conjunto de incunábulos, manuscritos, brasiliana, gravuras, mapas e outras obras raras, majoritariamente produzidas entre os séculos XV e XIX.
Em 25 de fevereiro de 1925, durante a administração Firmiano de Morais Pinto, foi oficialmente instituída a "Biblioteca Municipal de São Paulo", tendo como fundo o acervo da biblioteca da Câmara Municipal. A instituição só seria aberta à comunidade em janeiro de 1926, em um casarão da Rua Sete de Abril, no centro da cidade, com um acervo de quinze mil volumes. Sob a administração Fábio da Silva Prado (1934-1938), a biblioteca seria consolidada e normatizada.
Após a conclusão da reforma da sede da biblioteca em outubro de 2010, a Biblioteca Mário de Andrade reabriu integralmente em uma festa com mais de três mil pessoas no aniversário de quatrocentos e cinquenta e sete anos da cidade de São Paulo, em 2011. O sistema autônomo instalado é capaz de fazer o agendamento da retirada e da devolução de volumes através da leitura do código de barras do livro escolhido.

## História

### Antecedentes

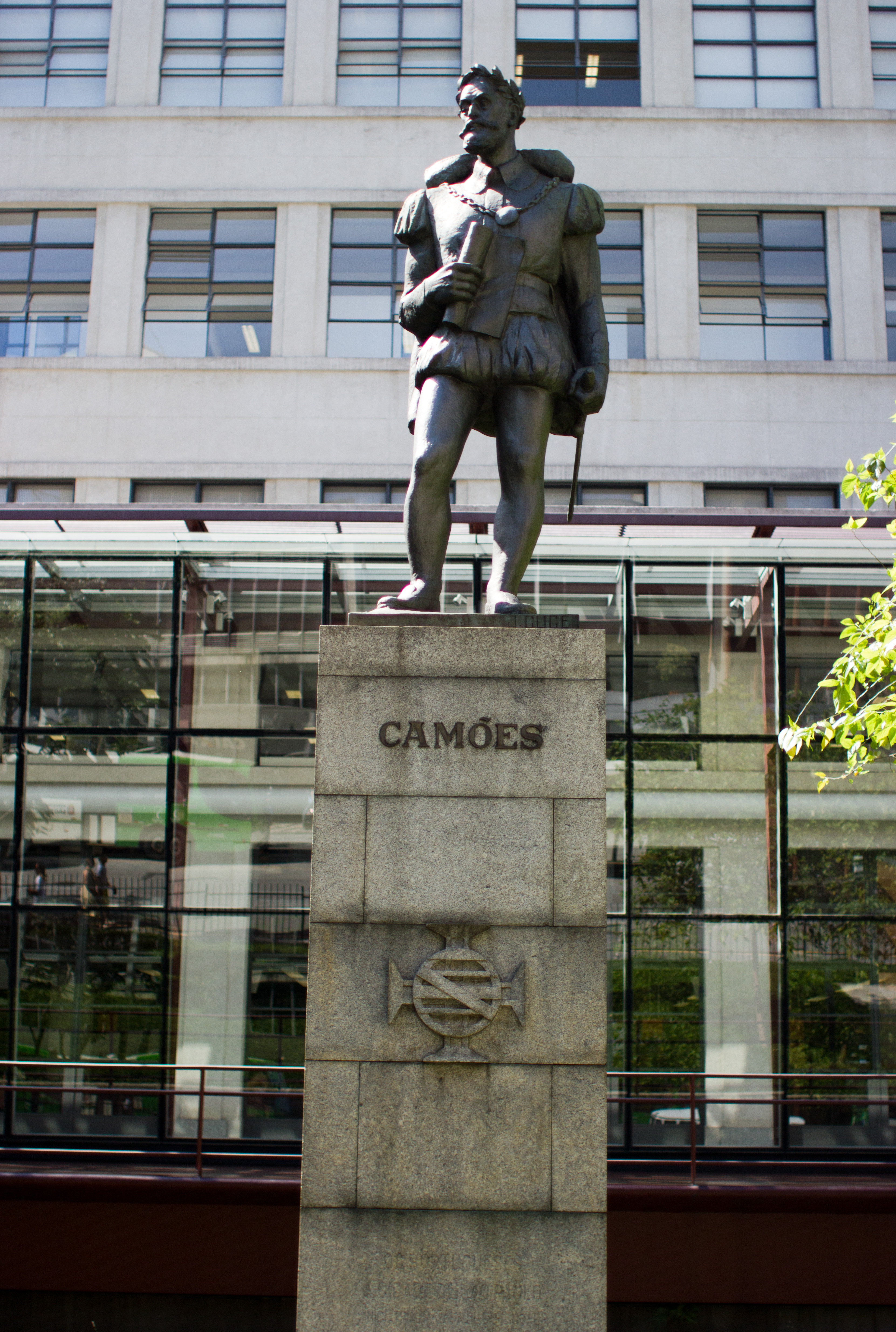
Estátua de Luís de Camões nos jardins da Biblioteca.

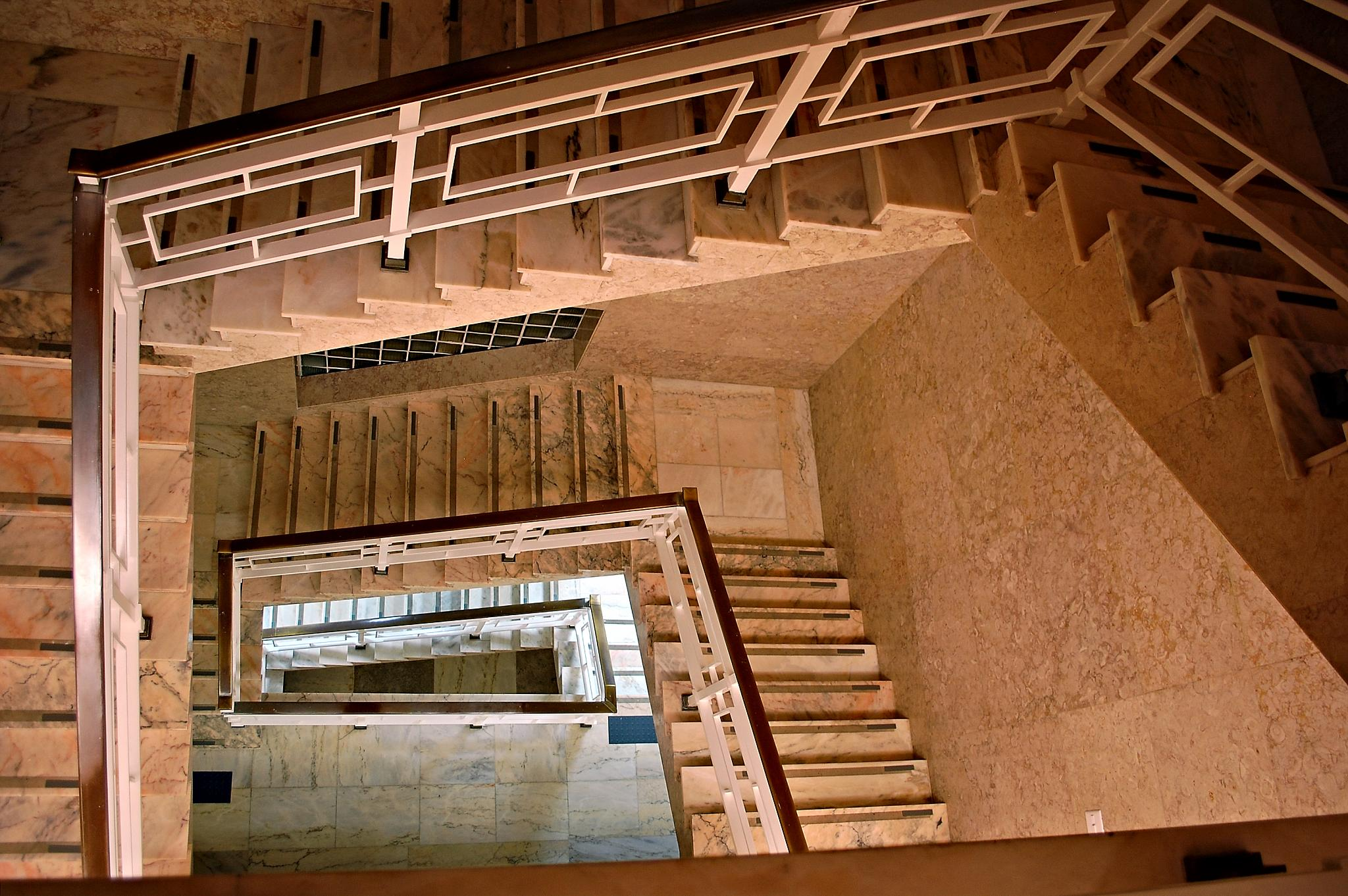
Escadarias da Biblioteca Mário de Andrade.

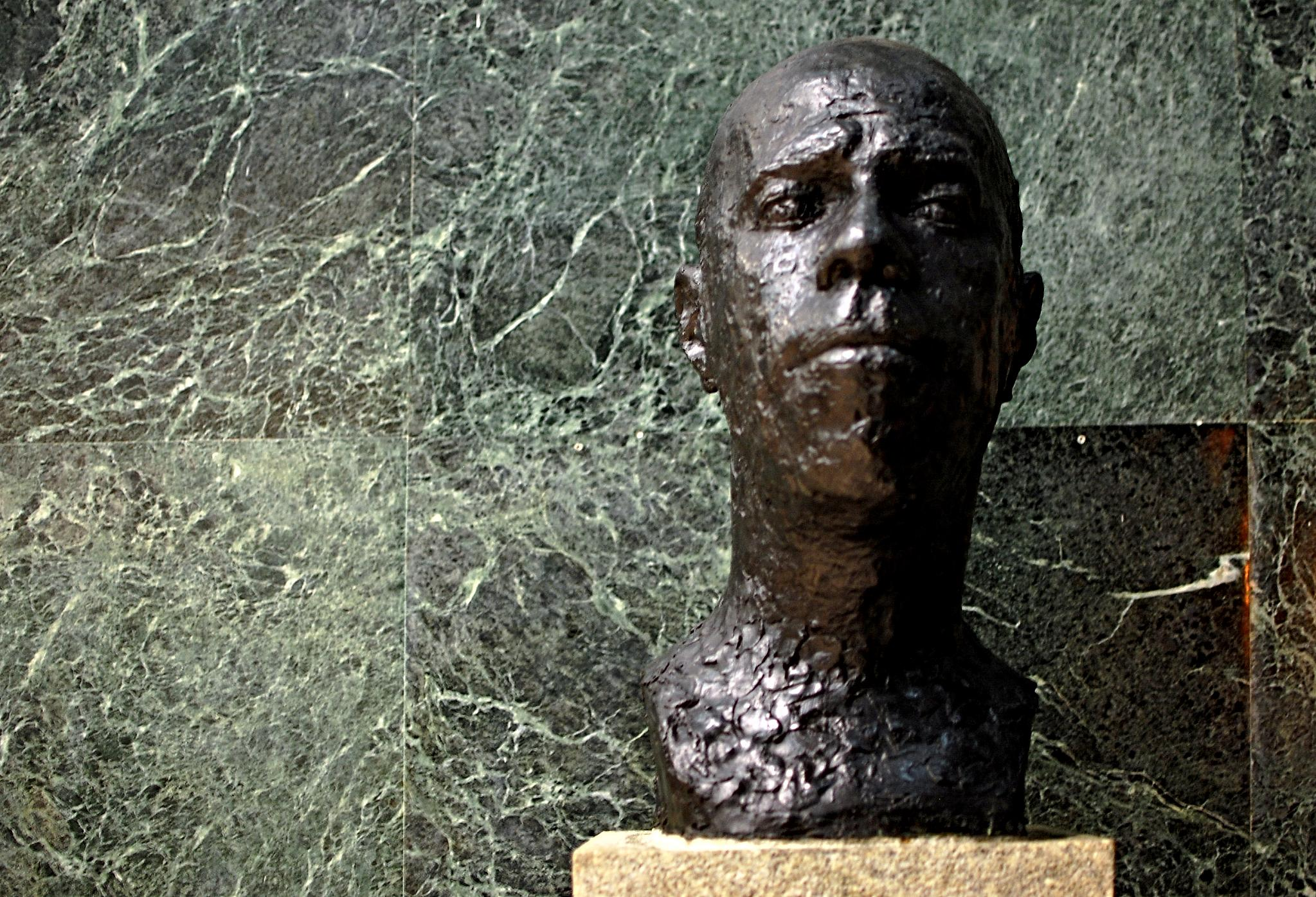
Busto de Mário de Andrade.

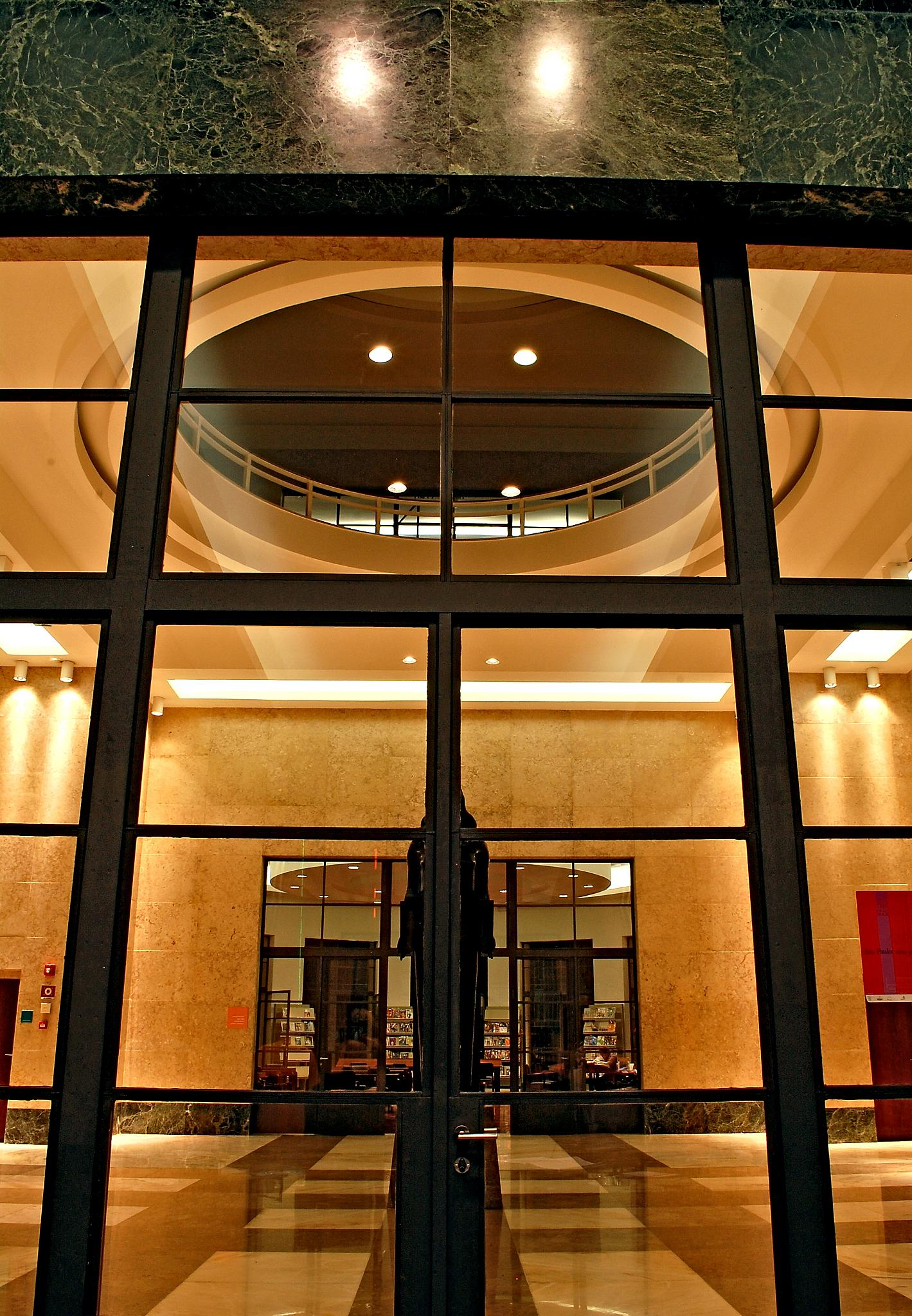
Entrada da biblioteca.

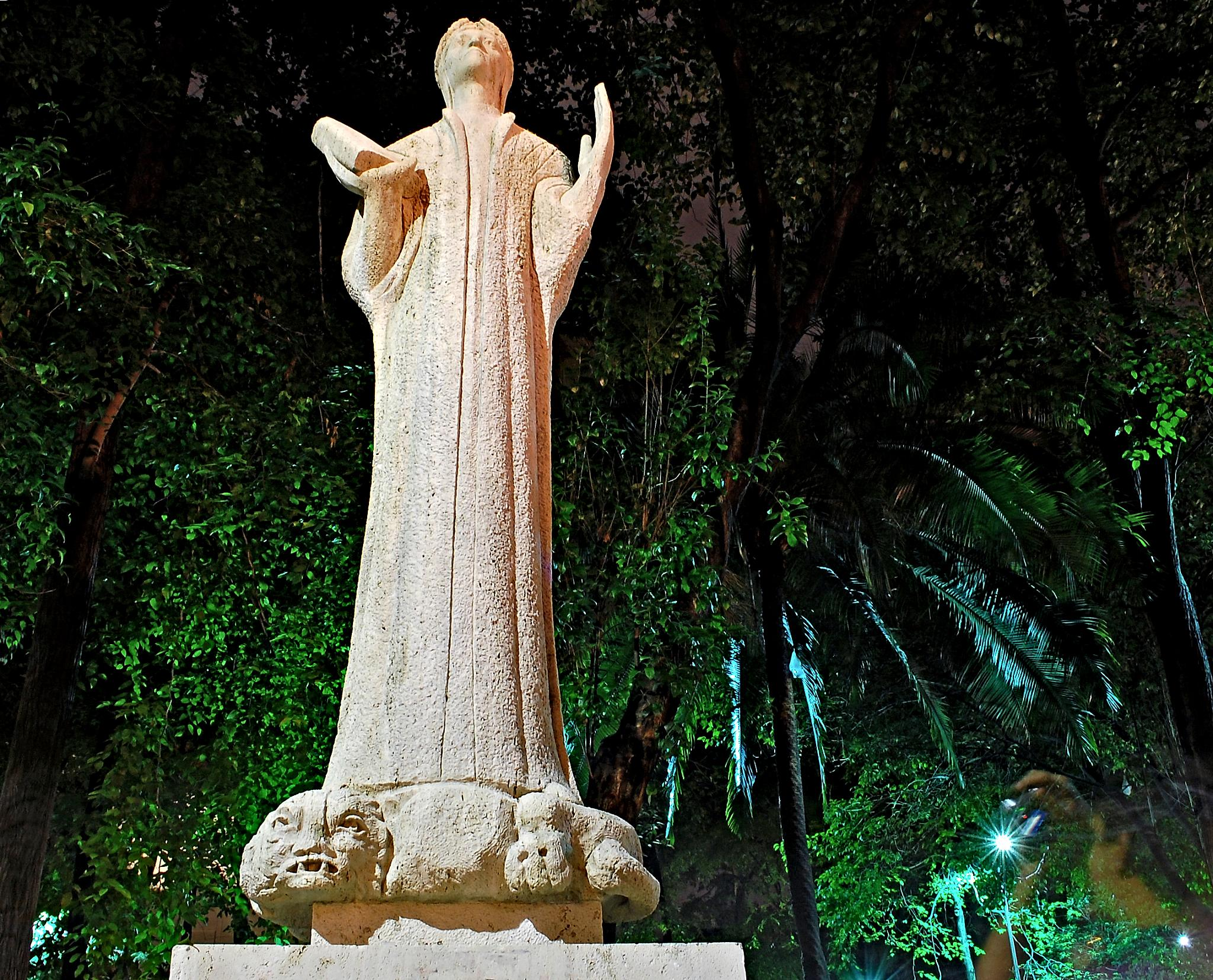
Estátua de Dante Alighieri.

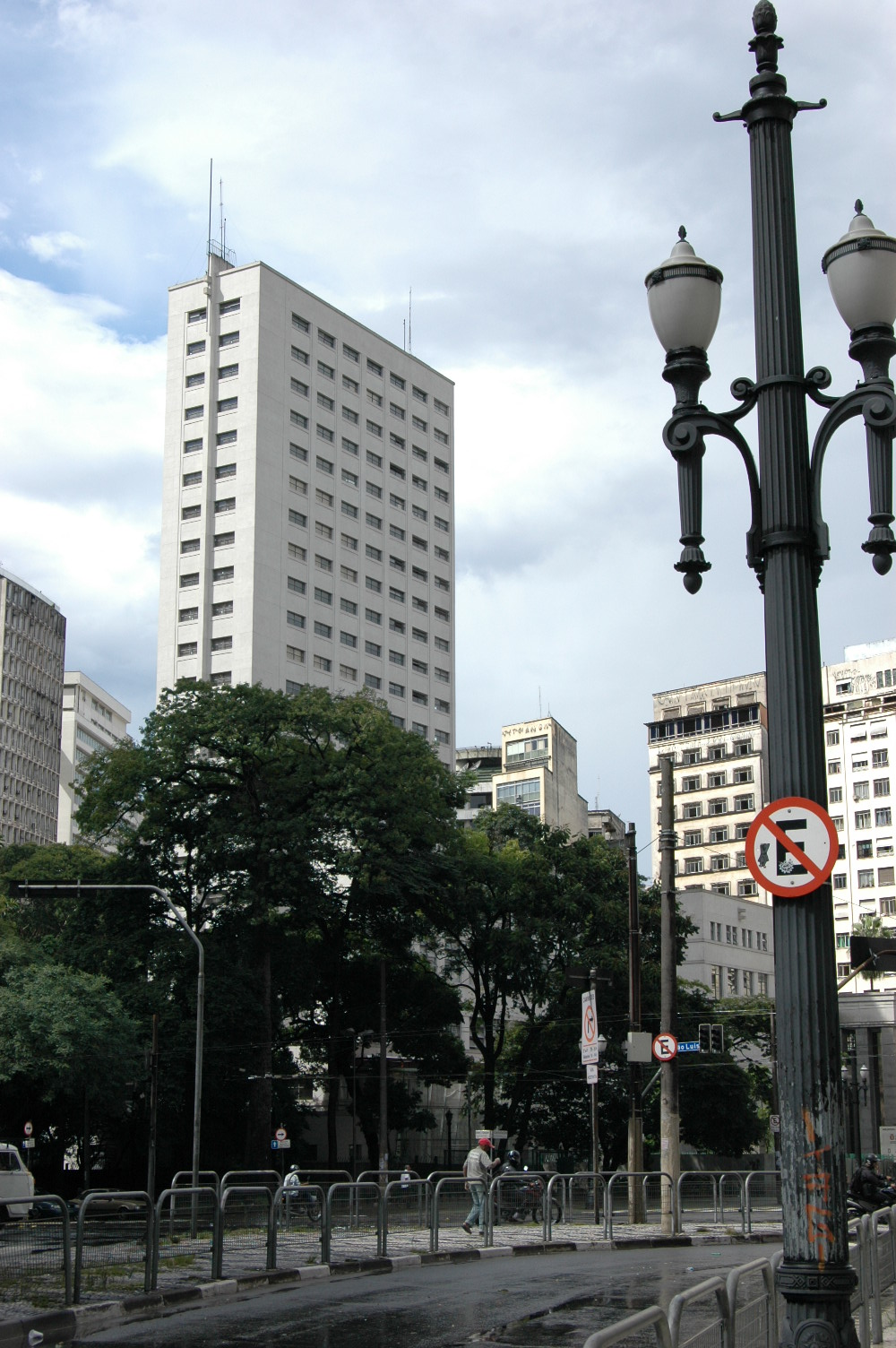
Torre de Livros.

Em 1825, o primeiro presidente da então província de São Paulo, Lucas Antônio Monteiro de Barros, funda a primeira biblioteca pública da cidade, denominada Biblioteca Pública Oficial de São Paulo. Seu acervo foi formado a partir da aquisição da biblioteca do Convento de São Francisco (mais de cinco mil volumes) e da livraria de Dom Mateus de Abreu Pereira (aproximadamente mil e sessenta volumes), por ocasião de seu falecimento. Instalada no próprio convento, funcionou até 1837, quando seu acervo passou a constituir o fundo da biblioteca da Faculdade de Direito de São Paulo, no Largo de São Francisco (atual Faculdade de Direito da Universidade de São Paulo).
Embora o acervo da antiga Biblioteca Pública Oficial de São Paulo continuasse a pertencer a uma instituição pública, sua nova função de biblioteca universitária privava a cidade da existência de uma biblioteca de livre acesso. Em 1911, era fundada a Biblioteca Pública do Estado de São Paulo, órgão responsável pela guarda da documentação e acervo bibliográfico do executivo estadual, mas o acesso da comunidade a esta também era restrito. Com o objetivo de prover a cidade de uma biblioteca pública operante, a Câmara Municipal de São Paulo abriu seu acervo bibliográfico aos paulistanos em 1925.

### A fundação
Em 25 de fevereiro de 1925, durante a administração Firmiano de Morais Pinto, foi oficialmente instituída a "Biblioteca Municipal de São Paulo" (na grafia antiga: Bibliotheca Municipal de São Paulo), tendo como fundo o acervo da biblioteca da Câmara Municipal. A instituição só seria aberta à comunidade em janeiro de 1926, em um casarão da rua Sete de Abril, no centro da cidade, com um acervo de quinze mil volumes.
Sob a administração Fábio da Silva Prado (1934-1938), a biblioteca seria consolidada e normatizada. Para isso, contribuiu profundamente a criação, em 1935, do Departamento de Cultura da Municipalidade Paulistana (futura Secretaria Municipal de Cultura). Idealizado por intelectuais ligados à Semana de Arte Moderna, entre os quais Paulo Duarte, Alcântara Machado e Sérgio Milliet, teve Mário de Andrade como primeiro diretor. É nesse contexto que toma força a ideia de fazer da biblioteca o órgão depositário de toda a documentação histórico-cultural da cidade e do Brasil.
Em 1936, ainda na gestão Mário de Andrade, o Departamento de Cultura inaugura, por iniciativa da pedagoga Lenyra Fraccarolli, a Biblioteca Infantojuvenil - atual Biblioteca Monteiro Lobato. Voltada à formação do público jovem, a biblioteca mantém um dos mais expressivos acervos de títulos infantojuvenis do país.

### Ampliação do acervo
Nas duas primeiras décadas após sua fundação, a Biblioteca Municipal logrou reunir, por meio de compras e doações de grandes bibliófilos e colecionadores brasileiros, importantes acréscimos ao seu acervo original. Em 1936, a biblioteca adquiriu a coleção Félix Pacheco, à época considerada a maior e mais importante coleção privada de brasiliana do país. No ano seguinte, recebeu em doação um grande número de manuscritos e obras raras pertencentes a Batista Pereira.
Uma das mais importantes contribuições para a formação do acervo deu-se em 1939, quando a Biblioteca Pública do Estado de São Paulo fundiu-se à Biblioteca Municipal, resultando na incorporação de mais de setenta mil volumes à coleção. Entre as obras provenientes da Biblioteca do Estado, destacam-se representativos conjuntos documentais sobre a história da cidade e do estado de São Paulo, uma ampla coleção de obras raras, além da biblioteca particular do Barão Homem de Mello, ex-presidente da província.
Posteriormente, a biblioteca recebeu doação de livros, periódicos, manuscritos, mapas e obras de arte que pertenceram a Paulo Prado, escritor e organizador da Semana de Arte Moderna, e Pirajá da Silva, médico e pesquisador. Outras doações de importantes intelectuais incluem as bibliotecas particulares de Sérgio Milliet, Carvalho Franco, Maynard de Araújo, Otto Maria Carpeaux, Pereira Matos, Paula Souza, José Perez e Paulo Duarte, entre outros.

### A nova sede
No começo da década de 40, o acervo da Biblioteca Municipal já ultrapassava os cento e dez mil volumes. Crescia rapidamente o número de consulentes, sobretudo após a inauguração do setor circulante, que disponibilizava obras para empréstimo. A biblioteca também inicia um programa educacional: por meio de convênio com a Escola de Sociologia e Política de São Paulo, passou a oferecer um dos primeiros cursos de biblioteconomia do país. O casarão que abrigava a biblioteca, no entanto, já estava saturado. Tornava-se necessária a transferência para um novo edifício, que comportasse o crescimento do acervo e das atividades.
A nova sede foi idealizada pelo próprio diretor da Biblioteca Municipal, o bibliófilo e escritor Rubens Borba de Moraes, e pelo arquiteto francês Jacques Pilon. Foi inaugurada oficialmente em 25 de janeiro de 1942, pelo então prefeito Prestes Maia. Situa-se na Rua da Consolação, 94, no centro da Praça Dom José Gaspar.
O imponente edifício, marcado pelo rigor geométrico e pelo equilíbrio entre as proporções monumentais da obra e sóbria decoração dos elementos externos, é considerado um dos marcos do estilo art déco em São Paulo. Inspirado em instituições congêneres da Europa e dos Estados Unidos, o projeto original previa a construção de duas torres de vinte e dois andares cada, com capacidade total para abrigar um milhão de livros, mas apenas uma foi construída. O edifício é tombado pelo Conselho Municipal de Preservação do Patrimônio Histórico, Cultural e Ambiental da Cidade de São Paulo e pelo Conselho de Defesa do Patrimônio Histórico.

### Efervescência cultural
Em 1943, o poeta Sérgio Milliet assume a direção da Biblioteca Municipal, cargo no qual permanecerá até 1959. Durante sua gestão, inserida no contexto de efervescência cultural que marcou a década de 1940 na cidade de São Paulo, a Biblioteca Municipal amplia sua atuação didática e passa a seguir critérios mais amplos em sua política de aquisição. Milliet firma acordos de cooperação com a Biblioteca Nacional de Paris e cria a Seção de Artes. No mesmo ano, a biblioteca começa a publicar regularmente seu Boletim Bibliográfico e a Revista da Biblioteca Mário de Andrade. Também passa a promover uma série de atividades culturais, como palestras e mesas-redondas, das quais participaram Roger Bastide, Luís Martins, Lourival Gomes Machado, Osório César e Luis Saia, entre outros.
Conduzida em suas três primeiras décadas de existência por grandes expoentes do modernismo brasileiro, a Biblioteca Municipal abrigou, a partir de 1946, a primeira coleção pública de arte moderna do país, anterior à fundação do Museu de Arte de São Paulo (MASP), Museu de Arte Moderna de São Paulo e Museu de Arte Contemporânea da Universidade de São Paulo, com pinturas, esculturas, gravuras e desenhos originais de artistas brasileiros, como Tarsila do Amaral, Anita Malfatti, Di Cavalcanti, Lasar Segall, Candido Portinari, Bruno Giorgi, Oswaldo Goeldi, Lívio Abramo, Aldo Bonadei, Cícero Dias e Carlos Scliar, e nomes estrangeiros do porte de Pablo Picasso, Marc Chagall, Joan Miró, Henri Matisse, Fernand Léger, Marie Laurencin, Georges Rouault, Sonia Delaunay, Francis Picabia e Árpád Szenes. Atualmente, a coleção integra o acervo da Pinacoteca Municipal.
Sérgio Milliet empenhou-se em elevar a Biblioteca Municipal a padrões internacionais. Os dezesseis anos nos quais esteve à frente da instituição foram bastante proveitosos, sobretudo para a ampliação quantitativa e qualitativa do acervo, o estabelecimento de uma agenda cultural e o aumento no número de consulentes. Detentora de amplo prestígio e visitação, a Biblioteca Municipal tornou-se, em 1958, depositária oficial do material publicado pela Organização das Nações Unidas - normatizando uma situação já estabelecida, uma vez que a biblioteca já recebia gratuitamente o material da organização desde 1949.
Nesse período, a biblioteca possui ampla participação no meio intelectual paulistano, sendo frequentada por acadêmicos como Michel Debrun, Bento Prado, Lívio Teixeira, Claudio Willer, Aziz Ab Saber, Alexandre Wollner, Paul Singer, Maria Bonomi, Fernando Henrique Cardoso e Marilena Chauí. Em 1957, no entanto, o edifício-sede, inaugurado apenas quinze anos antes, já encontrava-se saturado e com problemas estruturais, conforme noticia a imprensa à época: "A Biblioteca Municipal de São Paulo não consegue mais atender a demanda. Todos os dias formam-se filas de estudantes à espera de um lugar no salão central onde possam pedir os livros e estudar." Em 15 de fevereiro de 1960, a instituição recebeu sua atual denominação oficial: “Biblioteca Pública Municipal Mário de Andrade".

### Bibliotecas de bairro
Da década de 1950 até o final da década de 1960, o Departamento de Cultura buscou consolidar a rede de bibliotecas de bairro (atual Sistema Municipal de Bibliotecas), com o objetivo de dotar as várias regiões da cidade de bibliotecas capazes de atender à demanda de estudantes, pesquisadores e do público em geral, com especial ênfase em acervos voltados ao público infantojuvenil. A Biblioteca Mário de Andrade passou a funcionar como biblioteca central do sistema, com ramais em diversos bairros. Entre as primeiras bibliotecas integradas à rede estavam, além da BMA e da Biblioteca Infantojuvenil, as bibliotecas Anne Frank (1946), Clarice Lispector (1950), Hans Christian Andersen (1952), Viriato Corrêa (1952), Francisco Patti (1953) e Infantil de Santo Amaro (1953). Outras dezenas de bibliotecas seriam criadas nas décadas seguintes.
Na década de 1970, estruturou-se a Secretaria Municipal de Cultura, que absorveu as antigas atribuições do Departamento de Cultura, tornando-se responsável pela gestão das bibliotecas municipais. Em 1975, a secretaria cria o Departamento de Bibliotecas Públicas e o de Bibliotecas Infantojuvenis. Dessa forma, a Biblioteca Mário de Andrade perde a especificidade administrativa que a diferenciava das demais unidades da rede. A partir de então, passa a ser gerida como mais uma entre dezenas de bibliotecas da secretaria, o que acarreta uma sensível diminuição de sua receita orçamentária e faz decair o nível dos serviços oferecidos pela instituição.

### Deterioração
A criação de uma rede de bibliotecas públicas na cidade e as reformas administrativas da década de 70 implicaram um esvaziamento da BMA. Seguindo as novas diretrizes, a biblioteca relega a conservação e ampliação do acervo a segundo plano e abandona sua ampla atividade intelectual. A biblioteca logo entra em um longo período de deterioração, acompanhando a decadência de parte da área central da capital paulista. Estudantes, universitários e pesquisadores passam a procurar bibliotecas mais estruturadas em outros pontos da cidade, ocasionando uma queda abrupta no número de visitantes.
Na década de 1980, numa tentativa de sanar os problemas relacionados à saturação da capacidade do edifício-sede, a Secretaria Municipal de Cultura concebeu a construção de uma extensão da BMA no bairro do Paraíso, em um terreno localizado entre a avenida Vinte e Três de Maio e a rua Vergueiro. No decorrer nas obras, no entanto, o projeto sofreu uma série de adaptações e teve sua proposta de uso alterada: ao invés da extensão da Mário de Andrade, o novo equipamento abrigaria o Centro Cultural São Paulo (CCSP), inaugurado em 1982. Para criar as bibliotecas do CCSP, transferiu-se parte substancial do acervo da Mário de Andrade para as recém-inauguradas bibliotecas Sérgio Milliet e Alfredo Volpi.
Durante a gestão de Luiza Erundina (1989-1993), a filósofa Marilena Chauí esteve à frente da Secretaria Municipal de Cultura. Sob sua administração, a BMA empreendeu alguns melhoramentos no edifício-sede, instalando equipamentos para combater incêndios e um sistema de ar-condicionado central, além de pequenas intervenções nos salões térreos destinados ao público. As reformas, no entanto, foram suspensas após o término da gestão Erundina, ficando inacabadas.
Mais recentemente, em setembro de 2006, a BMA divulgou um grande furto de obras raras de seu acervo. Entre as obras subtraídas, encontravam-se o livro de orações Hore Intemerate Beate Marie Virginis, de 1501, um conjunto de quarenta e duas gravuras de Debret, cinquenta e oito gravuras de Rugendas, litografias de Burmeister, o álbum da série Jazz, com pochoirs de Henri Matisse (cujo original foi recuperado em 2015 durante a administração de Luiz Armando Bagolin) e o álbum Souvenirs do Rio de Janeiro de Johann Jacob Steinmann.

### Revitalização
O grave estado de deterioração da Biblioteca Mário de Andrade acabou por gerar nos últimos anos algumas ações pontuais do poder público e da iniciativa privada visando a sua readequação. Em 2001, foi criado o Colégio de São Paulo, um programa desenvolvido pela Divisão de Difusão Cultural da biblioteca com o objetivo de fomentar a reflexão e o debate sobre questões relevantes do mundo contemporâneo, através de palestras lecionadas por renomados profissionais das mais diversas áreas do saber. Em 2003, foi criada a Associação de Amigos e Patronos da Biblioteca Mário de Andrade.

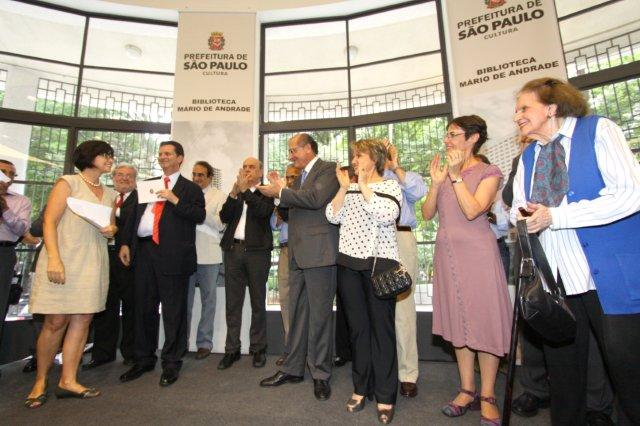
Cerimônia de reinauguração da BMA em 2011.

Em 2005, uma reforma administrativa deu à BMA o estatuto de departamento, o que lhe confere maior autonomia sobre suas ações culturais e apoio para planejar sua reestruturação. A biblioteca passa a contar também com um Conselho Consultivo, responsável pela organização e normatização das ações da biblioteca.
Em julho de 2007, com o objetivo de ampliar o espaço físico e recuperar, higienizar e informatizar o acervo, a Prefeitura de São Paulo assinou um contrato de reforma com o consórcio Concrejato-Tensor. O custo final foi de dezesseis milhões de reais. Bancada com recursos municipais e do Banco Interamericano de Desenvolvimento, a reforma tinha como objetivo sanar problemas críticos do edifício e ampliar as instalações. A biblioteca foi também integrada a um anexo, o edifício do Instituto de Pagamentos Especiais de São Paulo (Ipesp), que abriga a coleção de periódicos e laboratórios de restauro, microfilmagem e encadernação. O projeto arquitetônico é do escritório Piratininga Arquitetos Associados.
A conclusão estava originalmente prevista para dezoito meses, mas atrasos levaram ao encerramento da reforma em outubro de 2010. Antes, em julho de 2010, foi reaberta a seção Circulante com quarenta e dois mil volumes informatizados. Tida como o espaço mais importante da BMA, a Seção Circulante é destinada ao empréstimo de livros e possui hoje em seu acervo cinquenta e três mil exemplares.  No aniversário de quatrocentos e cinquenta e sete anos da cidade de São Paulo, em 2011, a Biblioteca Mário de Andrade reabriu integralmente em uma festa com mais de três mil pessoas.
A partir do ano de 2016, a BMA passou a ser a primeira biblioteca na América Latina a funcionar durante as vinte e quatro horas do dia. O sistema autônomo instalado é capaz de fazer o agendamento da retirada e da devolução de volumes através da leitura do código de barras do livro escolhido. Nenhum funcionário é envolvido no processo, que foi testado durante a Virada Cultural Paulista pela administração, possibilitando o acesso durante a madrugada. O acervo conta com aproximadamente sessenta mil títulos disponíveis para empréstimo.

### Gestão 2013-2016
A partir de 2013, a Biblioteca Mário de Andrade passa a ser dirigida por Luiz Armando Bagolin. Docente e pesquisador do Instituto de Estudos Brasileiros da Universidade de São Paulo, IEB/USP, Bagolin assumiu a direção da BMA como parte de um acordo de cooperação entre a USP e a Prefeitura de São Paulo.
Imediatamente após assumir, a nova gestão coloca em prática duas ações já há muito necessárias para uma melhor guarda e conservação do acervo da biblioteca: a higienização e tratamento contra fungos da coleção Geral (naquele momento havia ainda uma infestação em quatro dos vinte e um andares de acervo da biblioteca) e o inventário de toda a coleção de obras raras e especiais (trabalho que não era realizado na BMA desde os anos 1960), que contava em 2016 com cinquenta e cinco mil títulos e está em processo de tombamento pelo Instituto do Patrimônio Histórico e Artístico Nacional (IPHAN). São dirigidos esforços também para a ampliação do acervo da Circulante, aquisição de obras raras e especiais e à aquisição de obras de nomes emblemáticos da arte (Miguel do Rio Branco, Marcello Grassmann, etc.) e do mobiliário (Carlos Motta) brasileiros. No mesmo ano, inspirada pelas manifestações populares no país ocorridas em junho, a BMA cria o primeiro módulo do ciclo de debates Democracia na História.
A partir de 2014, a BMA amplia imensamente sua grade regular de programação cultural, que irá incluir teatro (Teatro na Mário), música (Samba na Varanda, Chorinho no Terraço, BMA Instrumental), palestras (Democracia na História – módulos II e III, Aleijadinho – 200 anos), bate-papos musicais (Imagens do Brasil Profundo) e cinema (Programação Cinemário). Neste ano, a biblioteca recebe pela primeira vez o FIME – Festival Internacional de Música Experimental, e os eventos Semana do Japão e Dia da Rússia, encerrando sua programação em dezembro com o Colóquio Internacional Sade e o Limite – 274 anos de transgressões.
Dentre as exposições realizadas em 2014, tiveram grande destaque Cortázar, 100 anos: raridades & recuerdos (patrocinada pelo Grupo Tejofram), Alex Flemming e Lugares de Aleijadinho, única exposição feita à época do bicentenário de morte do artista mineiro.
Em 2015, a Biblioteca Mário de Andrade comemora seus noventa anos de existência acrescentando à sua programação apresentações como a Comédia de costumes na BMA (teatro), 9x Mário (performance artística e contação de histórias), o concerto infantil Esopo em Dó Maior e os projetos musicais Ciclo BMA de Música Erudita e Ciclo BMA de Música Experimental. No mesmo ano, em comemoração aos setenta anos de morte de Mário de Andrade, é realizado em novembro o Colóquio Viva Mário! 
Tiveram destaque em 2015 o encontro sobre cultura afro-brasileira Afreaka, a feira literária Miolo(s) e a realização inédita no Brasil de uma exposição com os “brinquedos jogáveis” criados no início do século XX pelo artista plástico uruguaio Joaquín Torres García trouxe pela primeira vez ao país essa parte de sua produção. Outro projeto importante realizado neste ano foi a aquisição da coleção de cordéis pertencente ao embaixador Rubem Amaral Júnior. Contendo mais de seis mil títulos brasileiros, espanhóis e portugueses, além de centenas de xilogravuras de cordel e suas respectivas matrizes, a coleção constituirá a pedra fundamental de um futuro Centro de Estudos sobre a Cultura do Norte e Nordeste brasileiros na BMA.

#### BMA 24h

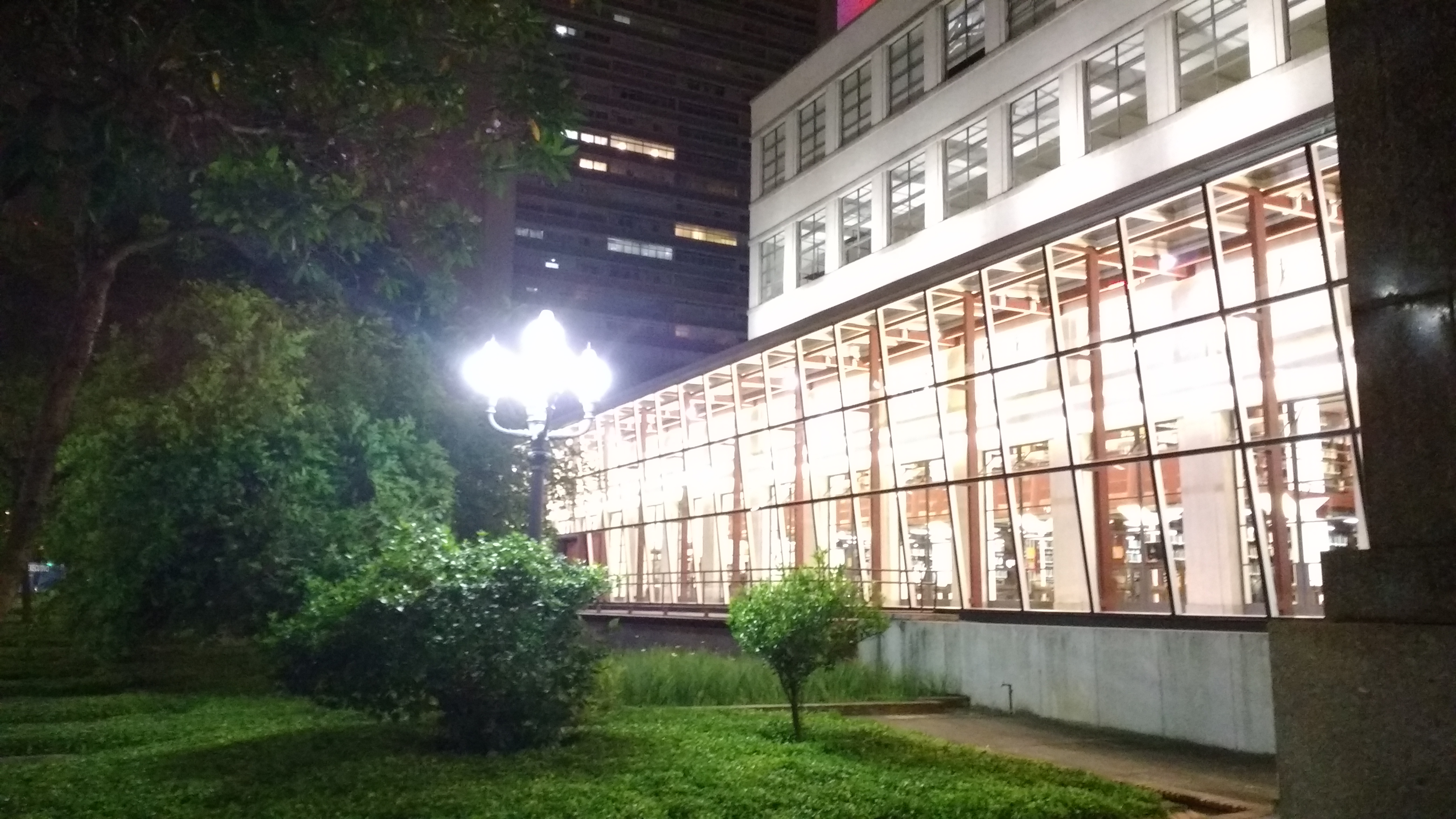
Vista lateral da biblioteca à noite.

Parte do plano plurianual administrativo apresentado por Luiz Armando Bagolin em 2013, o projeto de abertura vinte e quatro horas da Biblioteca Mário de Andrade foi concebido a partir da demanda de seus frequentadores pela extensão dos horários de atendimento, principalmente na Circulante. Além da ampliação dos horários de acesso, o projeto propunha também a instalação de máquinas de autoatendimento que dessem mais autonomia aos usuários no processo de retirada e devolução de livros daquele acervo. Lançado oficialmente no dia 9 de outubro de 2015 (aniversário de cento e vinte e dois anos do escritor Mário de Andrade), na primeira fase de implementação do projeto, ainda em caráter de teste, foram oferecidos eventos pontuais fora dos horários normais de funcionamento da biblioteca. O primeiro deles, “Demasiado Pasolini” (evento de encerramento do Colóquio Pasolini que estava sendo realizado à época na BMA), ocorrido na virada do próprio dia 9 para o dia 10 de outubro, tornou-se símbolo de sua inauguração. Longo em seguida, no dia 11 de outubro, foi aberta a exposição Torres-García – El Niño Aprende Jugando, primeira mostra feita na BMA com acesso vinte e quatro horas.
Nos meses seguintes, o projeto BMA 24h se desenvolveu em duas frentes. Na primeira, foi feita a extensão total (vinte e quatro horas, sete dias por semana) dos horários de acesso às áreas comuns da BMA – salas de convivência, jardim interno, salão. Parte da programação passou também a ser oferecida regularmente tarde da noite (como é o caso, por exemplo, do Cinemário, com sessões às 22h30 e 24h) e aos domingos. Paralelamente, a BMA iniciou o processo de implantação e testes, em parceria com a empresa Bibliotheca, de todo o maquinário de autoatendimento na Biblioteca Circulante, completando a última fase do projeto. Inaugurado oficialmente no dia 4 de julho de 2016, o sistema automático de autoatendimento representa hoje uma parte essencial no projeto de ampliação da biblioteca como espaço cultural e de convivência idealizado pela atual administração.
O projeto "BMA 24 horas" foi extinto pela Secretaria de Cultura em abril de 2017, tendo como justificativas, a racionalização do gasto público, a frequência e a quantidade de movimentações do acervo que, segundo sua análise, tinha 97% de incidência no horário das 8h às 22h.

#### Teatro na Mário

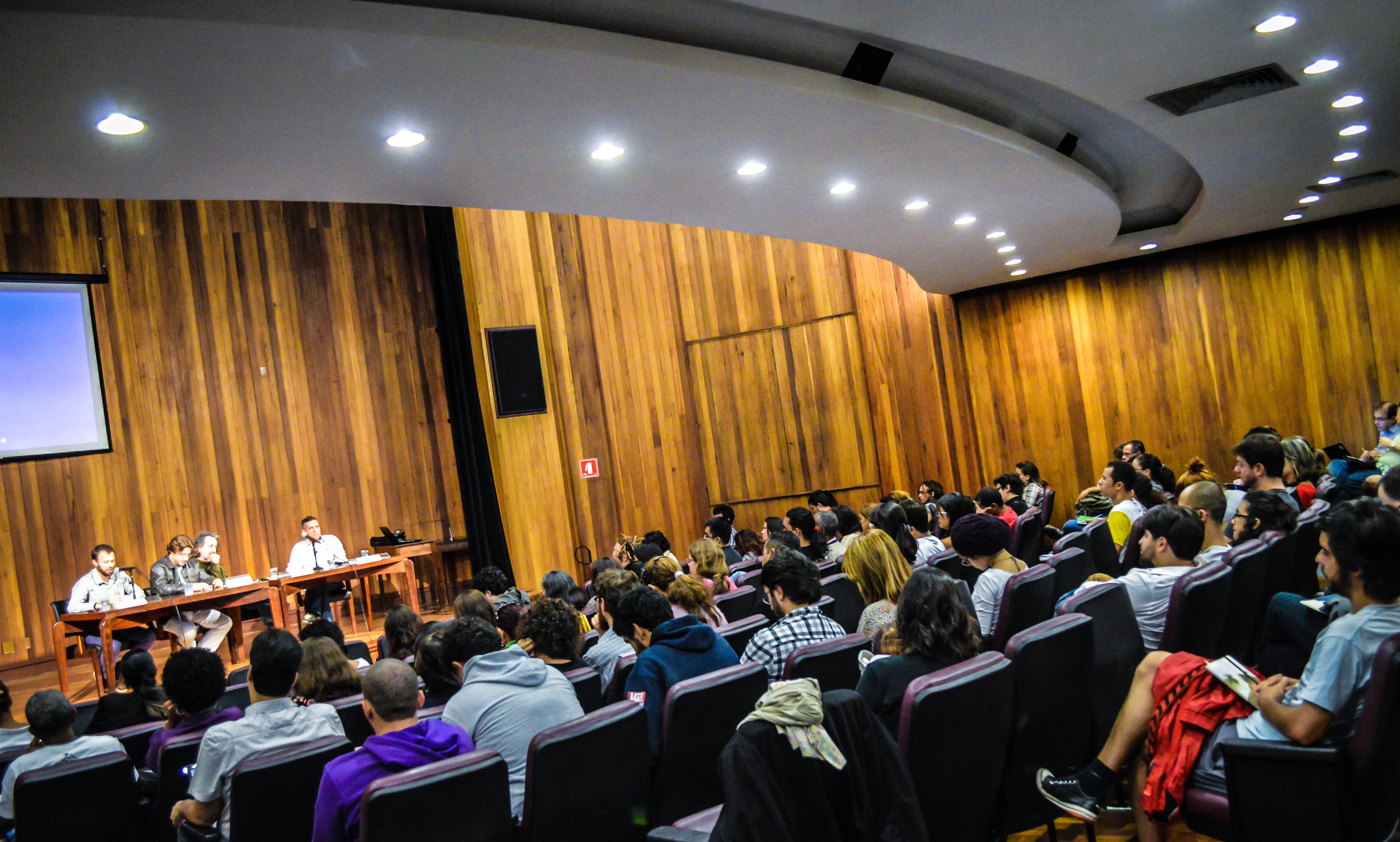
Seminário Tecnologia, Cultura e Poder no Mundo Contemporânea na BMA.

A partir da aprovação da Lei 15 052, que incentiva a Biblioteca Mário de Andrade a oferecer uma programação cultural diversificada, visando suprir as manifestações e demandas da sociedade, foi iniciado em 2014, em parceria com o Clube do Mecenas, o Teatro na Mário.
A programação cultural foi renovada nos anos de 2015 e 2016. A periodicidade das apresentações aumentou, passando de datas quinzenais em 2014 para semanais, às 20h das segundas-feiras, em 2015 e 2016. Atores como Denise Stoklos e Gero Camilo já participaram de peças encenadas no Teatro na Mário.

### Gestão 2017-presente
Em janeiro de 2017, o então prefeito João Doria apontou Charles Cosac, empresário e ex-presidente da editora Cosac Naify, como novo diretor da BMA. Em 2019, o secretário municipal da Cultura, Alê Youssef, entregou a direção da casa à bibliófila e escritora Joselia Aguiar. Em 2021, Jurandy Valença foi nomeado diretor.